# Paolo Barilla
Paolo Barilla (Milaan, 20 april 1961) is een Italiaans autocoureur. Hij won de 24 uur van Le Mans en nam 15 keer deel aan Formule 1-wedstrijden, hij kwalificeerde zich niet altijd.
Paolo is afkomstig uit de familie van het Barilla pasta-imperium. Het geld daarvan heeft zijn carrière zeker vooruit geholpen hoewel hij ook over het nodige talent beschikte. Barilla begon met racen in karts, daarna volgden onder andere Formule 3 en Formule 2. Vanaf 1983 kwam uit in Sportscar-klassen en behaalde daar de nodige successen. In 1985 volgde het hoogtepunt toen hij met Klaus Ludwig en 'Johnny Winter' (eigenlijk Louis Krages) de 24 uur van Le Mans won in een Porsche 956. Ze pakten ook het record van grootst afgelegde afstand bij die race.
Vanaf 1986 reed Barilla behalve in de Sportscars ook in de Formule 3000, toen de opstapklasse voor de Formule 1. Zijn resultaten daarin waren in de jaren daarop wisselvallig. In 1988 vertrok hij naar Japan waar uitkwam Sports Prototype-wedstrijden en de Japanse F3000. Het Formule 1-team van Minardi zocht in 1989 voor de Grand Prix Formule 1 van Japan een tijdelijke vervanger voor de geblesseerde Pierluigi Martini. Barilla, een goede vriend van Martini en een kenner van het circuit van Suzuka door zijn Japanse ervaring, kreeg de plek en wist zich voor de race te kwalificeren maar in de eerste ronde viel hij al uit met koppelingsproblemen. Een race later keerde Martini terug.
Barilla had echter voldoende indruk gemaakt om een stoeltje te krijgen bij het team in 1990 als tweede coureur achter Martini. Maar Minardi maakte geen goed seizoen door en scoorde geen punten. Barilla had moeite om zich te kwalificeren en reed vaak anoniem mee. Bij de herstart van de Grand Prix Formule 1 van België viel hij wel op, Barilla crashte in Eau Rouge en miste de derde start. Hierna viel hij verder terug en Minardi zette hem drie races later op straat.
Barilla kwam daarna nog zelden uit in autoraces, slechts af en toe een Sportscars-wedstrijd en enkele deelnames aan Parijs-Dakar bij de vrachtwagens. Hij ging werken bij zijn familiebedrijf en is vicepresident. Samen met zijn broers bezit hij 51% van de aandelen.